# Ludgeřovice
Ludgeřovice är en ort i Tjeckien. Den ligger i den östra delen av landet, 270 km öster om huvudstaden Prag. Ludgeřovice ligger 231 meter över havet och antalet invånare är 4 635.
Terrängen runt Ludgeřovice är platt, och sluttar österut. Runt Ludgeřovice är det mycket tätbefolkat, med 1 463 invånare per kvadratkilometer. Närmaste större samhälle är Ostrava, 6,9 km söder om Ludgeřovice. Runt Ludgeřovice är det i huvudsak tätbebyggt.